# Soleto
Soleto är en ort och kommun i provinsen Lecce i regionen Apulien i Italien. Kommunen hade 5 422 invånare (2017).